# Stazione di Voghera
Stazione di Voghera vasútállomás Olaszországban, Lombardia régióban, Voghera településen.

## Vasútvonalak
Az állomást az alábbi vasútvonalak érintik:
- Alessandria–Piacenza-vasútvonal
- Milánó–Genova-vasútvonal

## Kapcsolódó állomások
A vasútállomáshoz az alábbi állomások vannak a legközelebb:
- Stazione di Casteggio
- Stazione di Pontecurone
- Stazione di Pizzale-Lungavilla